# سلمان عمر
سلمان عمر البلوشي لاعب كرة قدم بحريني يلعب حاليا لصالح نادي الدرجة الأولى البحرين البحريني في مركز حارس المرمى.

## الإنجازات
- الدرجة الثانية (1): 2016